# Lapitos
Lapitos (gr.: Λάπηθος, tur.: Lapta) − miasto i jedna z gmin (gr.: Δήμος) dystryktu Kirenia. Populacja wynosi ok. 5500 mieszkańców (2006).
Gmina de facto pod zarządem Cypru Północnego.